# Darkcore
Darkcore jest podgatunkiem muzyki jungle (nie mylić z później powstałym podgatunkiem muzyki hardcore techno, mającym taką samą nazwę, określanym również jako doomcore) który stał się popularny na brytyjskiej scenie breakbeat hardcore pod koniec 1992 roku. Jest uznawany za jeden z bezpośrednich prekursorów gatunku znanego obecnie jako drum and bass. Darkcore był ruchem przeciwstawnym wobec kultury skupionej wokół muzyki Happy hardcore, której początek miał miejsce w tym samym czasie – oba gatunki wyewoluowały z breakbeat hardcore, zwany również Oldskool Rave. Ten ostatni był pomostem pomiędzy nowo powstałymi gatunkami, Darkcore przejął z Oldskool Rave połamany rytm, surowe undergroundowe brzmienie, natomiast Happy Hardcore przejął elementy występujące niekiedy w Breakbeat Hardcore takie jak euforyczne melodie na które składają się partie grane na pianinie oraz przyspieszone elektronicznie słodkie i śmieszne (stąd nazwa Happy) kobiece wokale, jednak szczerze powiedziawszy infantylny Happy Hardcore jako całość nie ma wiele wspólnego z brzmieniem starszego odpowiednika. 
Nazwa Darkcore najprawdopodobniej pochodzi od utworu "Darkcore" nagranego przez To Dark Troopers, wydanym w Basement Records w 1993 roku.

## Cechy
Darkcore charakteryzuje się łamanym uderzeniem breakbeat o szybkości 150–160 BPM w połączeniu z niską częstotliwością występowania linii basowej. W muzyce tej często występują sample z horrorów, odgłosy wołania o pomoc. Styl ewoluował, korzystanie z elementów grozy takich jak sample z horrorów zostało porzucone ponieważ producenci liczyli na prostsze efekty, takie jak pogłos, opóźnienie, przesuwanie i rozciąganie czasu aby stworzyć chaotyczną i złowieszczą atmosferę.

## Najważniejsi Wykonawcy
- Johnny Jungle
- Goldie
- Doc Scott
- Metalheadz productions
- Reinforced records
- 4 Hero
- Tango
- Bizzy B
- Remarc
- Lewi Cifer
- Hyper-On Experience
- International Rude Boyz
- Q Project
- Top Buzz
- DJ Ratty
- FBD Project
- Fallout
- DJ Crystl
- Skanna
- Essence of Aura
- Peshay
- Wax Doctor

## Publikacje
W 1993 roku wyszła płyta pod tytułem Hard Leaders III – Enter The Darkside, która zawiera wiele popularnych utworów z gatunku.

## Przykładowe utwory z gatunku
- Metalheadz – Terminator
- Nasty Habits – Dark Angel
- Two Dark Troopers – Darkcore
- The Invisible Man – The Beginning
- FBD Project – The Core
- Boogie Times Tribe – The Dark Stranger (Origin Unknown remix)
- Skanna – Until The Night Is Morning
- DJ Scoobie – Wait 4 The Bass
- DJ Crystl – The Dark Crystal
- Tango & Ratty – The Killer
- Remarc – Help Me
- Phrenetic – The Candy Man
- Jungle Buddha – Drug Me
- Green Buddha – The Chamber
- Trip – The Snowball
- Lewi Cifer – Heat
- Babylon Timewarp – Changing
- Sound Corp – Regentime Part 2
- DJ Gershwin – Solar Energy
- Ed Rush – Bloodclot Artattack
- DJ Dove – Bird Of Prey
- Essence Of Aura – Soul Temptation
- T.H.C – The Dark Zone
- DJ Crystl – Deep Cover
- Dillinja – Deadly Ceremonies
- Criminal Set – Dreamscape
- Silver Fox – Dreaded Beast
- Origination – Out Of This World
- Q Project – Champion Sound
- DJ Hype – Weird Energy
- Essence of Aura – Can I Dream
- Doc Scott – NHS
- Suburbia – "2" The Dark

## Darkcore dziś
Obecnie termin Darkcore jest używany do określenia całego szeregu breakbeat'owych didżejów i producentów, którzy pracują w przedziale 160–190 BPM. Jego współczesny odpowiednik – Darkstep, jest znacząco odmienny jeśli chodzi o postęp technologiczny, ponieważ obejmują go nowoczesne elementy muzyki drum and bass.